# Congresso anarchico di Bologna
Il congresso riunitosi a Bologna dal 1 al 4 luglio 1920 costituì il principale momento di organizzazione del movimento anarchico italiano nel corso del Biennio rosso. Vi vennero approvati la struttura, il programma e la strategia rivoluzionaria dell'Unione anarchica italiana

## Preparazione
Dopo il congresso di Firenze del 12-13 aprile 1919, che aveva segnato la nascita dell'Unione comunista anarchica italiana, il congresso di Bologna venne convocato allo scopo di dare un assetto definitivo al nuovo organismo, molto spazio alla preparazione del nuovo congresso venne dato dal quotidiano Umanità Nova, fondato a febbraio a Milano. Gli anarchici antiorganizzatori non parteciparono a questo percorso e non mancarono polemiche, in particolare da parte di Luigi Galleani.

La contemporanea rivolta popolare di Ancona, scoppiata il 25 giugno 1920 indusse molti a proporre un rinvio del congresso "onde non pensare che all'azione", ma prevalse l'opinione di Luigi Fabbri sull'urgenza di celebrare comunque l'assise.

## Svolgimento e deliberazioni
Il congresso si aprì il 1 luglio 1920 nei locali della Camera del lavoro dell'Unione sindacale italiana di Porta Lame a Bologna. Vi presero parte delegati provenienti da 183 località in rappresentanza di circa 700 gruppi, in prevalenza dell'Italia centro-settentrionale. Parteciparono quasi tutti gli esponenti di maggior rilievo del movimento anarchico italiano come Errico Malatesta, Armando Borghi e Luigi Fabbri.

Venne approvato il patto associativo dell'organizzazione (che assunse il nome di Unione anarchica italiana) ed il programma politico redatto da Errico Malatesta.

Il congresso ribadì la scelta del fronte unico con le altre forze proletarie in vista della rivoluzione che sembrava imminente, purché inteso come risultato di un'azione comune dal basso e non frutto di accordi di vertice.

Venne riconosciuto il ruolo dei consigli di fabbrica "atti a inquadrare, in vista della rivoluzione, tutti i produttori del braccio e del cervello sul luogo stesso del lavoro" ed approvata la partecipazione degli anarchici a soviet caratterizzati in modo decentrato e federalistico.

Piuttosto vivace fu la discussione relativa agli eventi della Rivoluzione russa, da cui giungevano informazioni frammentarie. Il congresso assunse in merito una posizione prudente esprimendo piena adesione al moto popolare ma al contempo preoccupazione per l'involuzione, che sembrava profilarsi, dovuta al sopravvento dei "comunisti autoritari". Allo stesso modo si assunse un atteggiamento attendista nei confronti della neocostituita Terza internazionale (su cui si avevano solo vaghe informazioni) e si auspicò la rinascita di un'Internazionale specificatamente anarchica.

Per quanto riguarda il rapporto con i sindacati non venne accettato il principio, proposto da Borghi di un rapporto esclusivo con l'USI ma, pur esprimendo simpatia per l'USI, gli anarchici vennero invitati ad intervenire in tutte le organizzazioni sindacali evitando "scissioni nocive"